# 가면라이더 쿠우가 (디케이드)
본 문서의 이해를 돕기 위한 비자유 그림이 있습니다. 
링크의 파일을 직접 올려 주세요
가면라이더 쿠우가(일본어: 仮面ライダークウガ 카멘라이다 쿠우가[*])는 토에이의 특촬 드라마 《가면라이더 디케이드》에 등장하는 3호 라이더이다. 이전 작품인 《가면라이더 쿠우가》의 쿠우가와 같은 가면라이더지만, 변신하는 인물은 다르다.

## 오노데라 유스케
오노데라 유스케(일본어: 小野寺 ユウスケ 오노데라 유우스케[*], 무라이 료타가 연기)는 카도야 츠카사와 함께 여행을 다니는 동료로, 순수한 마음을 가진 성격으로 묘사된다. 고다이 유스케를 모티브로 하고 있다. 쿠우가의 세계에서 유스케는 경찰들을 도와 그론기와 싸우기 위하여 가면라이더 쿠우가로 변신하는데, 그것은 자신이 사랑하는 야시로 아이 형사의 미소를 위해서였다. 츠카사가 어클을 장착하고 있는 것을 본 유스케는, 츠카사보다 먼저 온 나루타키가 한 말만 믿고 "악마"로 오해하여 승부를 걸지만, 야시로 아이의 죽음을 지켜보면서 "모두의 웃음을 위해 싸우겠다"고 다짐하게 되고 츠카사와 함께 여러 세계를 돌게 된다. 《가면라이더 × 가면라이더 W & 디케이드: MOVIE 대전 2010》 (이하 《무비 대전 2010》)의 〈디케이드 완결편〉에서 유스케는 디케이드 격정태와의 대결에서 패배해 사망하지만, 쿠우가의 세계가 되살아나면서 그도 되살아나게 되었다. 그 후, 츠카사 일행과 함께 슈퍼 쇼커와 맞서 싸운다.

## 폼
본 문서의 이해를 돕기 위한 비자유 그림이 있습니다. 
링크의 파일을 직접 올려 주세요
원작인 《가면라이더 쿠우가》의 가면라이더 쿠우가처럼, 오노데라 유스케가 변신하는 쿠우가도 저마다의 능력에 특화된 여러 가지 폼을 가지고 있다. 유스케가 변신하는 폼으로는 마이티 폼(일본어: マイティフォーム 마이티 호무[*]), 드래곤 폼(일본어: ドラゴンフォーム 도라곤 호무[*]), 페가수스 폼(일본어: ペガサスフォーム 페가사스 호무[*]), 타이탄 폼(일본어: タイタンフォーム)이 있으며, 패배 시에는 그로잉 폼(일본어: グローイングフォーム 구로인구 호무[*])이 되기도 한다.
나츠미의 꿈과 이어지는 라이더 대전에서 쿠우가는 디케이드와 싸우기 위하여 얼티밋 폼(일본어: アルティメットフォーム 아루티멧토 호무[*])으로 변신하여 싸우게 되는데, 이미 한번 죽었던 유스케에게 키바라가 마황력 (일본어: 魔皇力 마오료쿠[*])을 주입했기 때문에 붉은 눈이 아닌 검은 눈을 가지고 있다. 《무비 대전 2010》에서 유스케가 디케이드 격정태와 싸우기 위해 스스로 얼티밋 폼이 될 때도 검은 눈을 띠고 있었다.
그 밖의 세계에서 유스케는 마이티 폼으로 가장 많이 변신하며, 아마존의 세계에서 프로페타 크루엔투스와 싸울 때에는 타이탄 폼으로, 디케이드의 세계에서 벌어진 라이더 배틀에서 가면라이더 X와 싸울 때는 드래곤 폼으로 변신했다. 유스케는 쿠우가로 변신한 것 이외에 아기토의 세계에서 가면라이더 G3-X(일본어: 仮面ライダーG3-X 카멘라이다 지스리 엣쿠스[*]) 시스템을 장착하며, 덴오의 세계에서는 모모타로스가 유스케의 몸에 빙의하여 가면라이더 덴오 소드 폼(일본어: 仮面ライダー電王 ソードフォーム 카멘라이다 덴오우 소도 호무[*])으로 변신하기도 했다.

### 쿠우가 고우람
디케이드가 파이널 폼 라이드 카드를 사용하면 쿠우가는 쿠우가 고우람(일본어: クウガゴウラム 쿠우가 고우라무[*])이 되며, 날아다닐 수 있다. 쿠우가 고우람은 집게로 상대를 힘껏 붙잡는데, 적을 집게로 붙잡고 디케이드에게 돌진하면 디케이드는 공중으로 뛰어올라 고우람이 잡은 적을 향해 라이더 킥을 날리는데, 이것을 디케이드 어설트(일본어: ディケイドアサルト 디케이도 아사루토[*])라 하며, 파이널 어택 라이드 쿠우가를 사용하면 시전된다. 쿠우가의 세계에서 쓰였을 뿐만 아니라, 덴오의 세계에서도 카드가 사용되어 모모타로스와 함께 "디케이드 라이너" (일본어: ディケイドライナー 디케이도 라이나[*])라는 파이널 어택 라이드를 시전했다.

### 라이징 얼티밋
라이징 얼티밋(일본어: ライジングアルティメット 라이진구 아루티멧토[*])는 《가면라이더 디케이드》에서만 등장하는 쿠우가의 최종 형태이다. 이름은 가면라이더 쿠우가의 각 폼의 강화 형태에 붙는 "라이징" (Rising)과 얼티밋 폼이 합쳐진 것으로, 쿠우가의 얼티밋 폼의 강화 형태이기도 하다. 필살기로는 라이더 킥을 날리는 라이징 얼티밋 킥(일본어: ライジングアルティメットキック 라이진구 아루티멧토 킷쿠[*])과 주먹에 불덩이를 실어 날리는 라이징 얼티밋 펀치(일본어: ライジングアルティメットパンチ 라이진구 아루티멧토 판치[*])가 있다.
라이징 얼티밋은 《극장판 가면라이더 디케이드: 올라이더 대 대쇼커》에서 처음으로 등장했는데, 첫 변신은 대신관 비슘이 들고 있는 대지의 돌의 힘 때문에 강제로 이루어진 것으로, 이 때 쿠우가의 눈은 검게 물들어 있는 "블랙 아이" (일본어: ブラックアイ 부랏쿠 아이[*]) 상태가 된다. 그러나 대신관 비슘의 조종이 풀리면서 유스케의 의지가 돌아오자, 쿠우가의 눈은 원래 형태인 "레드 아이" (일본어: レッドアイ 렛도 아이[*]), 즉 붉은 눈으로 돌아온다. 《무비 대전 2010》에서는 디케이드의 K-터치의 효과로 라이징 얼티밋 레드 아이가 되어 도라스와 싸운다.

### 얼티밋 쿠우가 고우람
《무비 대전 2010》의 〈디케이드 완결편〉에서 가면라이더 쿠우가 얼티밋 폼으로 변신한 유스케는, 쿠우가 고우람의 강화 형태인 얼티밋 쿠우가 고우람(일본어: アルティメットクウガゴウラム 아루티멧토 쿠우가 고우라무[*])으로 변신하여 가면라이더 디케이드 격정태와 싸운다. 그러나 디케이드와의 싸움에서 패배하여 결국 가면라이드 카드가 되는데, 쿠우가의 세계와 함께 유스케가 부활한 뒤, 파이널 폼 라이드 올라이더 카드의 효과로 변형되어 슈퍼 크라이시스 요새와 싸운다.

## 장비
유스케는 원작의 쿠우가처럼 변신할 때, 장착자의 마음을 실체화시키는 성스러운 돌 "아마담" (일본어: アマダム 아마다무[*])을 넣어 만든 변신 벨트 어클(일본어: アークル 아쿠루[*])을 사용한다. 또한 경찰이 만든 바이크인 트라이체이스 2000(일본어: トライチェイサー2000 토라이체이사 니센[*])을 타고 다닌다.